# Ізяслав Володимирович (князь курський)
Ізяслав Володимирович — руський князь з династії Рюриковичів, другий син Володимира Мономаха та його першої дружини Гіти (дочки англійського короля Гарольда II Ґодвінсона). Князь курський (до 1095), ростовський і муромський (1095–1096). Загинув 6 вересня 1096 року. Родини та спадкоємців не мав.

## Біографія
Після початку війни між синами Святослава Ярославича з одного боку та Святополком Ізяславичем і Володимиром Мономахом з другого Ізяслав за дорученням батька виїхав зі свого Курська до Мурома, що належав Олегу Святославичу.
Після вигнання Олега із Чернігова Святополк та Володимир Мономах були змушені протистояти половецьким нападам на Київ та Переяслав. Тим часом Олег зібрав військо у Смоленську й пішов із ним на Муром з вимогою до Ізяслава піти з Олегової отчини до володінь Володимира Мономаха — у Ростов та Суздаль. Проте Ізяслав вирішив обороняти місто, і загинув у битві під його стінами.